# Бюш де Шевр
Бюш де Шевр (фр. bûche de chèvre) — французький сир із козячого молока, який має різкий запах. Сир має ніжний смак, і, залежно від терміну дозрівання його маса може бути ніжно-білого або синюватого кольору. М'якоть щільна і однорідна, іноді в ній трапляються крупинки. Сир має свіжий аромат із п'янким запахом осіннього лісу.

## Історія
Історія цього ароматного шедевра Франції бере початок з VIII століття, коли загарбники-сарацини — арабські вихідці з Іспанії під тиском франкських військ, поспішаючи, покинули мальовничі французькі території і залишили не лише свою зброю, але і майно. Кози, привезені сарацинами, залишились без нагляду, а тому розбрелись по околиці і знайшли притулок у селян Пуату в долині Луари. Покинуті сарацинські жінки знайшли собі в цих місцях чоловіків і навчили їх робити сир, нині знамениті «козячі полінця» — Бюше де Шевр.

## Смак
Смак свіжий, молочний з витонченими відтінками свіжих горіхів чи сухофруктів. З часом смак стає терпким та гострішим. Жирність становить 45 відсотків. Зовні сир посипають попелом з дерева, і дозріває він щонайменше 11 днів. Гарний смак сир має у поєднанні з винами, червоними чи білими. Також смакує сир з яблуками.
Щільна і однорідна маса переливається смаковими інтонаціями, які ущільнюються біля країв, де на зморшкуватій скоринці з'являється білий пушок цвілі. Саме вона надає гострому сирному аромату горіховий присмак, який у поєднанні із запахом козячого молока створює неповторний «осінній» букет, злегка гіркий, свіжий, насичений запашними травами Луари.
Кожне «полінце» має свої особливості, не випадково їх привозять у ящиках ручної роботи, бережливо вкладаючи кожен брусок.

## Склад
Пастеризоване козяче молоко, молочні культури, сіль.

## Використання
Злегка підсмажують грінки з білого (рідше чорного) хліба, тоненький шматочок «Бюше де Шевр» кладуть на теплу грінку і чекають доки сир розтане на грінці, а потім зверху поливають медом.

## Зберігання
Зберігати сир рекомендують при температурі від +2 до +6 °C.